# Талапоїн
Талапоїн — сіамське позначення буддійських аскетів чи монахів, відомих під різними назвами, крім Сіаму, також на острові Цейлоні. Іноді вони називаються також бонзами.

## Основні відомості
Слово «талапоїн» походить від палійського слова "Talâpat" ("пальмовий лист" - . від палійскаго слова "пальма" - " tala"), яким сіамці називають велике віяло з пальмового листя, вправлених в тонку дерев'яну раму. Віяло талапоїни завжди беруть з собою при виході з дому. Прихильники буддизму виявляють найбільше шанування до талапоїнів, яких в Бірмі називають Фонгхі (велика слава) або Рабан (досконалі).
Подібно християнським монахам, талапоїни відмовляються від світських розваг, носять особливий костюм, живуть громадами, ухиляються від усього, що могло б посилити людські пристрасті, накладаючи на себе обітницю бідності і відмовляючись від задоволення більшої частини чуттєвих потреб. Їх мета - досягнення святості і досконалості шляхом дотримання найвищих заповідей закону. Весь час талапоїна присвячено повторенню молитов, читання священних книг, збиранню милостині для власного прожитку і т. п. 
Громада талапоїнів складається, по-перше, з молодих людей, одягнувшись в одяг талапоїнів, але ще не вважаються повноправними членами братства: деякі з них вже пройшли через певну спокусу, що нагадує християнське втаємничення. Таких новачків, або послушників, називають шунгами. Другий клас талапоїнів утворюють члени, які вже жили в громаді деякий час на випробуванні та допущені в якості повноправних членів з встановленими для таких випадків церемоніями, причому їм дається звання талапоїна. Цей клас талапоїнів називається пазин. 
Третій клас ордена талапоїнів складають настоятелі, або ігумени, окремих громад, наділені владою над усіма побратимами. До четвертого, вищого класу належать провінційні або єпархіальні начальники, влада яких простягається на всі громади, що знаходяться в межах однієї провінції або області. Нарешті, п'ятий і найвищий ланцюг ієрархії займає Хайа Дава, або великий майстер, який перебуває в столиці та керує справами всього ордена на території всієї країни.